# کیتاهیروشیما، هوکایدو
کیتاهیروشیما در استان هوکایدو در کشور ژاپن  واقع شده‌است  که دارای جمعیت ۶۱٬۰۹۴ نفر و مساحت ۱۱۸٫۵۴ کیلومتر مربع با تراکم جمعیت ۵۱۵  نفر در کیلومترمربع است و در تاریخ ۱ سپتامبر ۱۹۹۶ به عنوان شهر شناخته شد.